# Musical

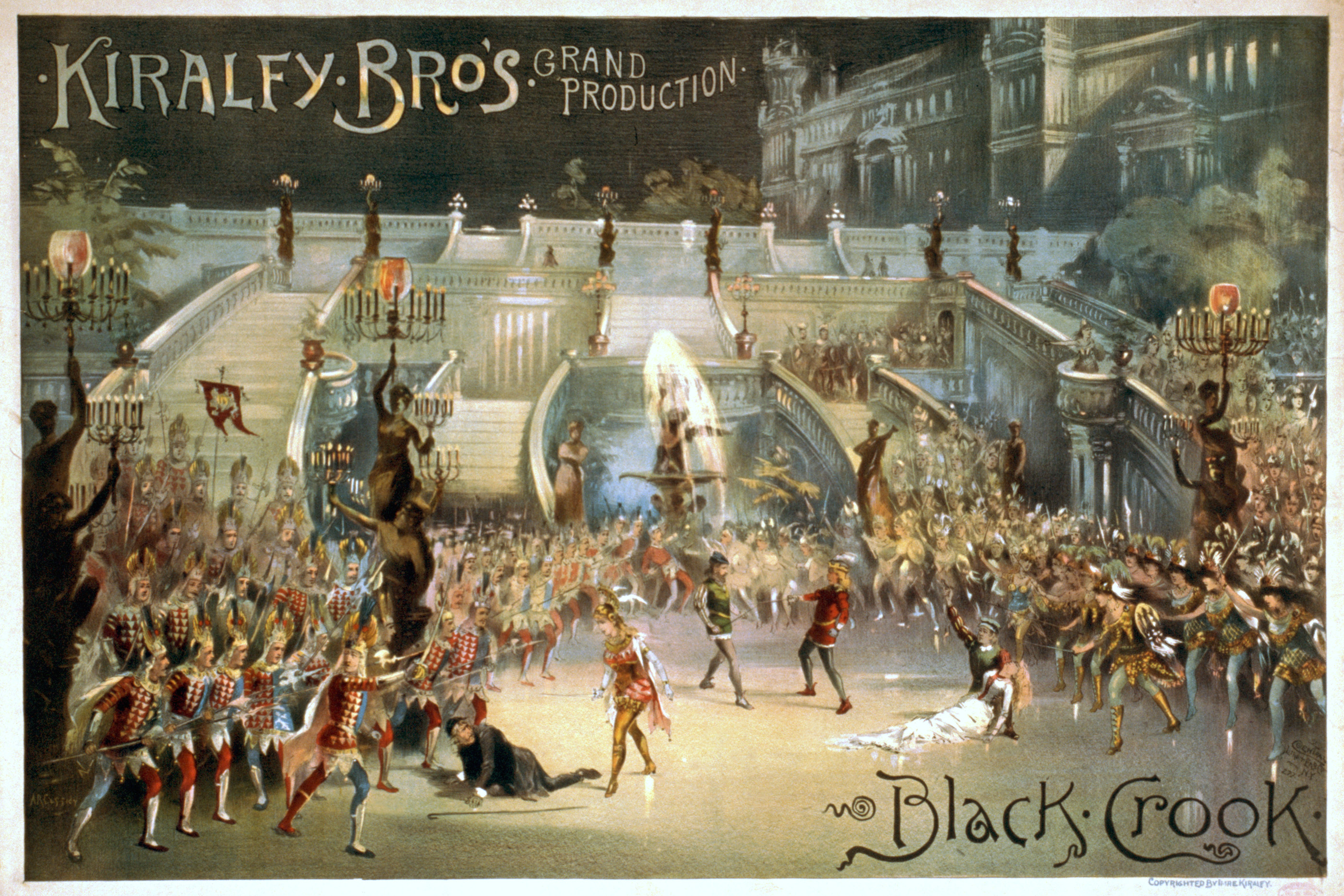
The Black Crook (1866), przez część historyków uważany za pierwszy musical

Musical – forma teatralna, łącząca muzykę, piosenki, dialogi i taniec. Ładunek emocjonalny dzieła – humor, patos, miłość, gniew – podobnie jak sama opowieść, jest wyrażany poprzez słowa, muzykę, ruch i aspekty techniczne przedstawienia, tworząc jedną, spójną całość. Od początków XX wieku produkcje teatru muzycznego są nazywane po prostu „musicalami”. Wcześniejszą podobną do musicalu formą widowiska była extravaganza.
Musicale są wykonywane na całym świecie. Mogą być wystawiane na wielkich scenach, jak wysokobudżetowe produkcje teatrów na West Endzie w Londynie czy Broadwayu w Nowym Jorku lub w mniejszych teatrach awangardowych, na Off-Broadwayu lub jako produkcje lokalne, wyjazdowe, w amatorskich grupach szkolnych, teatrach i innych przestrzeniach wykonawczych. Oprócz Wielkiej Brytanii i Ameryki Północnej istnieją inne dobrze działające sceny musicalowe w wielu krajach Europy, Ameryki Łacińskiej, Australii i Azji.

## Definicja
Współczesny musical jest formą eklektyczną i wielotworzywową. Korzysta z różnych gatunków muzycznych (od hard rocka przez jazz, calypso, rap aż do muzyki poważnej) i różnych rodzajów tańca (od baletu klasycznego po taniec współczesny i stepowanie). W produkcjach musicalowych na porządku dziennym jest użycie efektownych i monumentalnych dekoracji, technik multimedialnych i pełnego nagłośnienia akustycznego. W musicalach występują różnorodne typy orkiestr – od niewielkich combo (np. Grease, Chicago, Rent), aż po duże orkiestry musicalowe (np. Miss Saigon, Taniec wampirów, Upiór w operze).
Musicale mają różny czas trwania. Wahają się od krótkich, jednoaktowych przedstawień, do wielu aktów i kilku godzin trwania (lub nawet przedstawień wielospektaklowych); jednakże większość musicali trwa od półtorej do 3 godzin. Musicale są zazwyczaj przedstawiane w dwóch aktach z jednym, 10-20-minutowym antraktem. Pierwszy akt jest najczęściej dłuższy od drugiego, wprowadza wszystkie główne postaci i większość warstwy muzycznej, często kończy się wstępem do konfliktu dramatycznego czy komplikacji fabuły. Drugi akt może wprowadzać kilka piosenek, jednak zazwyczaj tylko przywołuje ważne tematy muzyczne i rozwiązuje konflikty dramatyczne. Musical fabularny (ang. book musical) jest na ogół konstruowany na podstawie 4 do 6 głównych tematów muzycznych, które powracają w późniejszych etapach spektaklu, choć czasem może zawierać zbiór piosenek niezwiązanych ze sobą muzycznie w sposób bezpośredni. Dialogi mówione generalnie występują pomiędzy utworami muzycznymi, choć może mieć zastosowanie „dialog śpiewany”, bądź recytatyw, zwłaszcza w musicalach śpiewanych w całości, jak Jesus Christ Superstar, Les Misérables i Evita. W ostatnich dekadach na Broadwayu i West Endzie wystawiono kilka krótszych musicali jednoaktowych.

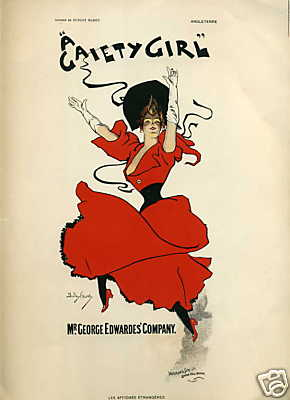
A Gaiety Girl (1893) był jednym z pierwszych musicali, które okrzyknięto hitem

Fabuła musicalu może być pomysłem własnym jednoaktowych autora lub adaptacją powieści (Wicked i Man of La Mancha), sztuki teatralnej (Hello, Dolly!), klasycznej legendy (Camelot), wydarzenia historycznego (Evita), czy też filmu (The Producers i Hairspray). Z drugiej strony wiele spośród popularnych teatralnych produkcji musicalowych zostało zaadaptowanych na film muzyczny, jak na przykład The Sound of Music, West Side Story, My Fair Lady, czy Chicago.

### Musical fabularny
Musical XX wieku – musical fabularny (ang. book musical) definiuje się jako spektakl muzyczny, w którym piosenki i taniec są w pełni zintegrowane, tworząc dobrze napisaną historię z poważną dramaturgią, który jest zdolny do wywołania nie tylko śmiechu, ale i innych prawdziwych emocji.
Trzy główne składniki musicalu fabularnego to muzyka, teksty piosenek i scenariusz (ang. book). Pojęcie scenariusz odnosi się w musicalu do historii, rozwoju postaci, struktury dramatycznej wraz z dialogami mówionymi. Scenariusz może się jednak odnosić do dialogów i tekstów piosenek jednocześnie, używa się wówczas (na wzór opery) określenia libretto (wł. „mała książka”). Muzyka i teksty piosenek tworzą partyturę musicalu. Interpretacja musicalu przez kierownictwo artystyczne poszczególnych produkcji silnie wpływa na sposób jego prezentowania. W jego skład wchodzą: reżyser, kierownik muzyczny/dyrektor artystyczny, zwykle choreograf, a czasem także i orkiestrator. Musical kształtowany jest także przez techniczne jego aspekty, jak scenografia, kostiumy, rekwizyty, oświetlenie sceniczne i dźwięk, które zwykle ulegają zmianom w kolejnych produkcjach. Niektóre słynne elementy produkcji mogą jednak zostać zachowane z oryginału, jak na przykład choreografia Boba Fosse’a w musicalu Chicago.
W musicalu fabularnym najbardziej dramatyczne momenty wyraża się poprzez śpiew. Funkcjonuje zasada: „gdy emocje stają się zbyt silne, by je wypowiedzieć, zaśpiewaj; kiedy są zbyt silne, by je wyśpiewać, zatańcz.” W musicalu fabularnym piosenka jest skrojona dla danej postaci i jej pozycji dramaturgicznej; były jednakże okresy w historii musicalu (np. od 1890 do 1920 roku), kiedy integracja opowieści z muzyką była osłabiona. Krytyk New York Times, Ben Brantley określił ideał piosenki musicalowej recenzując wznowienie musicalu Gypsy z 2008 roku: „Piosenki są idealnie scalone z postaciami, zdarza się to w tych rzadkich momentach, kiedy musicalom udaje się sięgnąć celów, dla których w ogóle istnieją”. Zwykle znacznie mniej słów wyśpiewuje się w trakcie 5-minutowej piosenki, niż pada ich w 5-minutowym dialogu. Jako że musical generalnie poświęca więcej czasu muzyce, niż dialogom, jest mniej czasu na rozwój dramatu w musicalu, niż w zwykłej sztuce o podobnym czasie trwania. Pisarze są więc zmuszeni dokonać trudnej sztuki rozwoju postaci i fabuły wewnątrz skompresowanej natury musicalu.

### Opera – różnice i podobieństwa
Musical jest powiązany z inną formą teatralną, operą. Obie formy zwykle odróżnia się na podstawie kilku czynników. W musicalu kładzie się większy nacisk na dialogi mówione (choć niektóre z musicali są w całości akompaniowane, bądź śpiewane); z drugiej strony, niektóre opery, jak np. „Czarodziejski flet” i większość operetek zawiera dialogi bez akompaniamentu; na taniec (wykonywany zarówno przez wiodących wykonawców, jak i chór); na użycie różnych gatunków muzyki popularnej (lub chociażby popularnych stylów śpiewania); unikanie użycia typowych konwencji operowych.
Musical jest prawie zawsze wykonywany w języku ojczystym jego odbiorców. Musicale wyprodukowane w Londynie i Nowym Jorku, są zawsze śpiewane po angielsku, nawet jeśli oryginalnie zapisano je w innym języku („Les Misérables”, stworzony w oryginale po francusku światową karierę zrobił w wersji anglojęzycznej). Podobnie sytuacja wygląda w polskiej praktyce musicalowej, gdzie wszystkie musicale wystawiane na scenach polskich tłumaczy się na język polski.
Podczas gdy śpiewak operowy jest przede wszystkim śpiewakiem, i dopiero w drugiej kolejności aktorem (i rzadko kiedy musi tańczyć), wykonawca musicalowy jest często przede wszystkim aktorem, a dopiero później śpiewakiem i tancerzem. Osobę, która doskonale opanowała te 3 umiejętności nazywa się w krajach anglojęzycznych „triple threat”. Kompozytorzy muzyki musicalowej ustalając wokalne uwarunkowania ról zwykle biorą pod uwagę wykonawców. Współcześnie teatry wystawiające musicale stosują skale głosu aktorów w sposób, który w kontekście opery byłby dezaprobowany, czy nawet niedopuszczalny.

## Aspekt ekonomiczny
Produkcja musicalu, w szczególności na Broadwayu i West Endzie to złożone przedsięwzięcie finansowe. Przypomina strukturę przedsiębiorstwa, które zakładane jest w celu wyprodukowania musicalu, zatrudniającego wiele dziesiątek pracowników. Przystępując do produkcji w USA producent zobowiązany jest zawrzeć umowy z organizacjami zrzeszającymi dramatopisarzy, aktorów, reżyserów, choreografów, dekoratorów, oświetlaczy, dźwiękowców i garderobianych. Właściciel sceny, na której wystawiany będzie spektakl musi podpisać umowy ze związkami pracowników technicznych sceny (IATSE), kasjerów, woźnych i sprzątaczy, operatorów ciężkiego sprzętu, odźwiernych i bileterów.
Producent najczęściej jest jedynie organizatorem – fundusze pozyskuje od inwestorów, a w razie odniesienia przez spektakl sukcesu ma swój udział w zyskach. Przedstawienia na Broadwayu są finansowane zwykle więcej niż przez jednego inwestora, na zasadach spółki z o.o. (limited partnership). W przeszłości, gdy koszty produkcji spektaklu muzycznego były znacznie niższe, w teatr inwestowali przeciętni obywatele – na zasadach lokaty czasem przynoszącej zysk, a zawsze dającej dreszcz emocji. W drugiej połowie lat 70. wystawienie musicalu kosztowało przeciętnie między 750 a 1 mln dolarów, na początku lat 80. koło 1,5 mln dolarów aż do ustanowienia rekordu przez musical Cats (5 mln dolarów).
Rzadko zdarza się, aby produkcja została sfinansowana w całości przez jednego inwestora. My Fair Lady został w całości sfinansowany przez stację CBS (400 tys. dolarów); w Annie (kosztującym 800 tys. dolarów) wniosła 100-tysięczny wkład wytwórnia filmowa Columbia.

## Historia

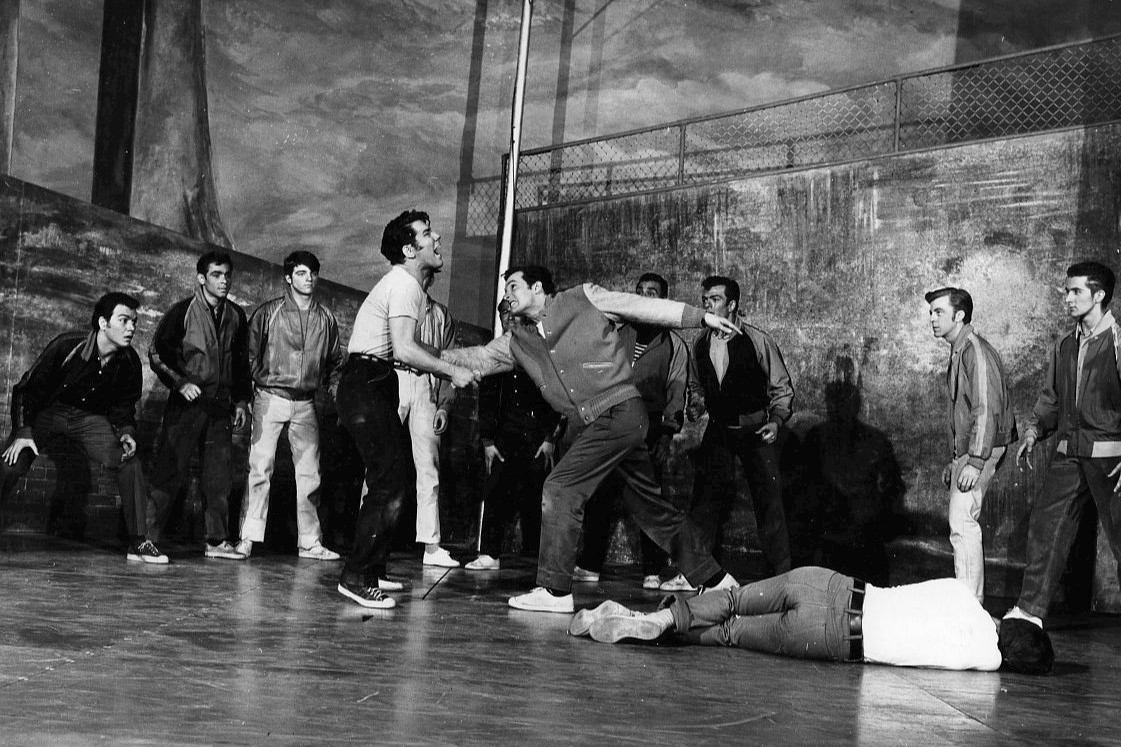
West Side Story (1957)

Musical jest jedyną rdzennie amerykańską formą teatralną, która dzięki Stanom Zjednoczonym stała się popularna na całym świecie. U źródeł musicalu leżą przede wszystkim gatunki takie jak: wodewil, rewia, burleska i minstrel show. W latach 20. XX wieku teatr amerykański zyskuje swoją odrębną tożsamość (kształtuje się dramat amerykański). Po tym, jak w 1924 pojawił się pierwszy utwór George’a Gershwina „Lady Be Good”, w 1943 powstał pierwszy musical fabularny (badacze określają go jako pierwszy prawdziwy musical) Oklahoma! Rodgersa i Hammersteina.

## Musical filmowy
Musical filmowy to odmiana filmu muzycznego, w której „muzyka, piosenka i taniec stanowią dominantę dramaturgiczną dzieła”.